# Kemantren Rejo
Kemantren Rejo is een bestuurslaag in het regentschap Pasuruan van de provincie Oost-Java, Indonesië. Kemantren Rejo telt 3974 inwoners (volkstelling 2010).